# Euphrasia foulaensis
Euphrasia foulaensis är en snyltrotsväxtart som beskrevs av Townsend och Richard von Wettstein. Euphrasia foulaensis ingår i släktet ögontröster, och familjen snyltrotsväxter. Inga underarter finns listade i Catalogue of Life.